# Això és l'espectacle (II)
Això és l'espectacle (II) (títol original en anglès: That's Entertainment, Part II) és un documental estatunidenc dirigit per Gene Kelly, estrenat el 1976. Ha estat doblat al català. El film, nominat al Globus d'Or al millor documental, és una compilació de films i de comèdies musicals produïdes per la MGM i presentades per Fred Astaire i Gene Kelly. És continuació de Això és l'espectacle.

## Argument
Dos presentators ballarins arriben a un cinema i, improvisant números i cançons de ball, conten la història del cinema i de les millors pel·lícules musicals, còmiques, dramàtiques i d'aventures que mai hagin estat rodades i inventades. Entre les alegres figuren Stan i Oliver i Gianni i Pinotto, entre les pel·lícules d'aventures Tarzan l'home mico del 1932 i entre les grans dramàtiques Ivanhoe i Ninotchka.

## Repartiment
Presentació de :
- Fred Astaire
- Gene Kelly

i amb les imatges d'arxiu de :
- Bud Abbott
- Louis Armstrong
- Lew Ayres
- John Barrymore
- Lionel Barrymore
- Wallace Beery
- Constance Bennett
- Jack Benny
- Jack Buchanan
- James Cagney
- Louis Calhern
- Leslie Caron
- Gower Champion
- Marge Champion
- Cyd Charisse
- Maurice Chevalier
- Ronald Colman
- Lou Costello
- Joan Crawford
- Bing Crosby
- Dan Dailey
- Doris Day
- Melvyn Douglas
- Tom Drake
- Marie Dressler
- Margaret Dumont
- Jimmy Durante
- Nelson Eddy
- Nanette Fabray
- W. C. Fields
- Bob Fosse
- Clark Gable
- Greta Garbo
- Judy Garland
- Betty Garrett
- Greer Garson
- Hermione Gingold
- Cary Grant
- Fernand Gravey
- Kathryn Grayson
- Oliver Hardy
- Jean Harlow
- Katharine Hepburn
- Judy Holliday
- Lena Horne
- Betty Hutton
- Howard Keel
- Grace Kelly
- Hedy Lamarr
- Stan Laurel
- Vivien Leigh
- Oscar Levant
- Myrna Loy
- Jeanette MacDonald
- Marx Brothers
- Roddy McDowall
- Ann Miller
- Robert Montgomery
- Donald O'Connor
- Maureen O'Sullivan
- Walter Pidgeon
- Eleanor Powell
- William Powell
- Debbie Reynolds
- Ginger Rogers
- Mickey Rooney
- Dinah Shore
- Frank Sinatra
- Red Skelton
- Ann Sothern
- James Stewart
- Lewis Stone
- Elizabeth Taylor
- Robert Taylor
- Franchot Tone
- Spencer Tracy
- Lana Turner
- Ethel Waters
- David Wayne
- Johnny Weissmuller
- Esther Williams
- Keenan Wynn
- Robert Young
- Billie Burke
- Cliff Edwards